# Лагерный карцер (концентрационный лагерь Плашов)
Лагерный карцер или «Серый дом» (пол. Karcer obozowy, пол. Szary Dom) — историческое здание, находящееся на улице Иерусалимская, 6 в краковском районе Дзельница XIII Подгуже, Польша. Охраняемый памятник Малопольского воеводства.

## История
С 1939 года здание было резиденцией еврейского похоронного братства и располагалось возле Нового еврейского кладбища в Подгуже.
Осенью 1942 года в краковском районе Подгуже был создан немецкий трудовой лагерь, который был позднее преобразован в концентрационный лагерь «Плашов». Дом оказался на территории концентрационного лагеря и стал использоваться в качестве карцера и помещения для пыток заключённых.
После Второй мировой войны и до настоящего времени используется в качестве коммунальной квартиры.
В фильме «Список Шиндлера» дом изображался в качестве виллы коменданта лагеря Амона Гёта.
16 ноября 1981 года Лагерный карцер был внесён в реестр памятников культуры Малопольского воеводства (№ A-1121).